# 1 Pułk Strzelców (Imperium Rosyjskie)
1 pułk strzelców (ros. 1-й стрелковый полк) – oddział piechoty armii Imperium Rosyjskiego.

## Charakterystyka
Sformowany 30 marca 1835. Stacjonował między innymi w m. Łódź.

 W przededniu I wojny światowej pułk etatowo posiadał dwa bataliony po cztery kompanie oraz kompanię tyłową. Kompania piechoty czasu wojny liczyła około 240 żołnierzy i 4–5 oficerów. Na szczeblu pułku występował także pododdział karabinów maszynowych (8 km), łączności (w tym 14 konnych gońców i 21 telefonistów) i zwiadowczy (64 zwiadowców, w tym 4 kolarzy).
Niedługo po wybuchu I wojny światowej (sierpień 1914) dyslokowany do Łodzi, do koszar 37 Jekaterynoburskiego pułku piechoty, przy obecnej ul. Legionów 60/66. W Łodzi pułk stacjonował do około grudnia 1914, do momentu wycofania się wojsk rosyjskich z tego miasta.

## Podporządkowanie
Lipiec 1914:
- 14 Korpus Armijny – Lublin[8]
  - 1 Brygada Strzelców – Łódź
    - 1 pułk strzelców – Łódź